# Koncesszió
A koncesszió az állam vagy önkormányzat által nyújtott engedélyezés, engedmény, melynek alapján törvényben meghatározott tevékenységek gyakorlásának jogát visszterhes, határozott idejű szerződésben engedi át úgy, hogy a jogosultnak időben és területileg korlátozott piaci monopóliumot biztosít.
Előzményének az uralkodói felségjogok adományozása tekinthető, legrégebben a bányászat területén. Magyarországon az államszocializmus idején nem alkalmazták, a rendszerváltás után tett szert nagy jelentőségre, amikor szükségessé vált a magántőke bevonása a kizárólagos állami feladatot képező területeken.

## A magyar jogban
A koncesszió hazai szabályozása kétszintű, az általános szabályokat a koncesszióról szóló 1991. évi XVI. törvény tartalmazza, az ágazatokat érintő részletszabályokat pedig egyes ágazati törvények tartalmazzák, mint például a bányászatról vagy a szerencsejátékról szóló törvény. A szerződés két alanya a koncesszióadó és a koncesszióvevő. Előbbi az állam vagy önkormányzat, amelyek kizárólagos tulajdontárgyaik és a részükre fenntartott tevékenység végzésére köthet szerződést. Képviselőjük az ágazat szerint illetékes miniszter, illetve önkormányzatnál az önkormányzati képviselő-testület, de a szerződést már a polgármester írja alá. A koncesszióvevő bárki lehet, belföldi vagy külföldi természetes vagy jogi személy is.
A koncesszió létrejöttéhez pályázatot kell kiírni, amely kevés – honvédelmileg és nemzetbiztonságilag indokolt – eset kivételével nyilvános, és azt két országos napilapban is közzé kell tenni. A pályázatok a közzététel után 30 nappal nyújthatók be legalább 60 napos időtartamig, ezután 90 napja van a kiírónak elbírálni ezeket. Ezután a nyertessel kell írásban megkötni a koncessziós szerződést. Bizonyos esetekben feltétel lehet még az Országgyűlés jóváhagyása is. A koncesszióvevő az ezt követő 90 napon belül köteles saját részvételével belföldi székhelyű gazdasági társaságot létrehozni. A szerződés mindig határozott idejű, legfeljebb 35 évre szólhat, amennyiben rövidebb időre kötik, törvény alapján egyszer az időtartam felével meghosszabbítható, de legfeljebb eddig. A koncessziós társaság kizárólag a koncessziós tevékenységet, valamint a vele szervesen összefüggő, törvényben vagy a pályázatban megfogalmazott tevékenységeket folytathatja.
A koncesszió visszterhes, vagyis ellenértéket, koncessziós díjat kell megfizetni a koncesszióvevőnek. Ez történhet egyszeri alkalommal vagy rendszeresen. A társaság az átadott vagyontárgyak birtoklásra, használatra, hasznok szedésére lesz jogosult, ezek azonban állami tulajdonban maradnak. Az általa újonnan létrehozott, kizárólagos állami tulajdonba tartozó vagyontárgyak (pl. autópálya) átadással átkerülnek annak tulajdonába. Az ezek rendeltetésszerű használatát képező tárgyak a koncessziós társaság tulajdonai lesznek.